# 奥平寛子
奥平 寛子（おくだいら ひろこ）は日本の経済学者。専門分野は、労働経済学、応用ミクロ計量経済学、人事の経済学。
岡山大学大学院社会文化科学研究科准教授、University College London 研究員（日本学術振興会海外特別研究員として派遣）を経て、現在、同志社大学大学院ビジネス研究科准教授。

## 受賞
- 2017年5月 Society of Labor Economists, Raleigh, USA ベストポスター賞
- 2009年2月 大阪大学社会経済研究所 第11回森口賞